# 오! 마이 베이비
《오! 마이 베이비》는 2014년 1월 13일부터 2016년 8월 20일까지 SBS에서 방송되었던 육아 예능 프로그램이다. 종영 이후 같은 육아 예능 계열 후속 프로그램으로 2019년 여름부터 2019년 가을까지 리틀 포레스트가 방송된 바 있다.

## 방송 정보
| 방송 채널 | 방송 기간                           | 방송 시간                            | 비고                        |
| --------- | ----------------------------------- | ------------------------------------ | --------------------------- |
| SBS TV    | 2013년 10월 31일                    | 목요일 밤 11시 15분 ~ 12시 35분      | 파일럿 방송                 |
| SBS TV    | 2014년 1월 13일 ~ 2014년 3월 10일   | 월요일 밤 8시 55분 ~ 10시            | 정규 방송                   |
| SBS TV    | 2014년 3월 19일 ~ 2014년 5월 28일   | 수요일 밤 11시 15분 ~ 12시 35분      | 정규 방송                   |
| SBS TV    | 2014년 6월 14일                     | 토요일 오후 4시 55분 ~ 저녁 6시 20분 | 정규 방송                   |
| SBS TV    | 2014년 6월 21일                     | 토요일 오후 5시 5분 ~ 저녁 6시 20분  | 정규 방송                   |
| SBS TV    | 2014년 6월 28일 ~ 2014년 8월 2일    | 토요일 오후 5시 ~ 저녁 6시 20분      | 정규 방송                   |
| SBS TV    | 2014년 8월 9일 ~ 2014년 9월 6일     | 토요일 오후 5시 ~ 저녁 6시 25분      | 정규 방송                   |
| SBS TV    | 2014년 10월 11일 ~ 2015년 10월 10일 | 토요일 오후 5시 ~ 저녁 6시 25분      | 정규 방송                   |
| SBS TV    | 2014년 10월 4일                     | 토요일 오후 5시 5분 ~ 저녁 6시 30분  | 정규 방송                   |
| SBS TV    | 2015년 10월 17일 ~ 2016년 2월 20일  | 토요일 오후 4시 50분 ~ 저녁 8시      | 토요일이 좋다 코너 편성     |
| SBS TV    | 2016년 2월 27일 ~ 2016년 8월 20일   | 토요일 오후 4시 50분 ~ 저녁 6시 10분 | 토요일이 좋다 1부 코너 편성 |

## 역대 출연 가족

### 출연 가족
- 임효성 (아버지), 유수영 (어머니), 임유 (장남, 7세), 임라희 (장녀, 4세) · 임라율 (차녀, 4세)
- 백도빈 (아버지), 정시아 (어머니), 백준우 (장남, 8세), 백서우(장녀, 5세)
- 신세호 (아버지), 사강 (어머니), 신소흔 (장녀, 6세), 신채흔 (차녀, 3세)
- 강병현 (아버지), 박가원 (어머니), 강유준(외동아들, 2세)
- 정태우 (아버지), 장인희 (어머니), 정하준 (장남, 8세), 정하린 (차남, 2세)
- 이천수 (아버지), 심하은 (어머니), 이주은(외동딸, 3세)

### 초창기 출연 가족
- 이은
- 고은아, 미르, 조하진
- 최로운
- 신구
- 임현식 김주환
- 임하룡
- 강레오 (아버지), 박선주 (어머니), 강솔에이미 (외동딸, 3세)
- 김정민 (아버지), 타니 루미코 (어머니), 김태양 (장남, 10세), 김도윤 (차남, 9세), 김담율 (삼남, 4세)
- 손준호 (아버지), 김소현 (어머니), 손주안 (외아들, 5세)
- 김태우 (아버지), 김애리 (어머니), 김소율 (장녀, 5세), 김지율 (차녀, 4세), 김해율 (장남, 3세)
- 리키김 (아버지), 류승주 (어머니), 김태린 (장녀, 6세), 김태오/에셔 (장남, 4세) 김태라 (차녀, 2세)
- 이용규 (아버지), 유하나 (어머니), 이도헌

### 특별 출연 가족
- 김건우 (아버지), 박샤론 (어머니), 김수하 (장녀, 3세), 김윤석 (장남, 1세)
- 허각 (아버지), 이수연 (어머니), 허건 (장남, 2세), 허강 (차남, 1세)

## 같이 보기
- 삼촌이 생겼어요
- 헬로 베이비
- God의 육아일기
- 아빠! 어디가?
- 슈퍼맨이 돌아왔다
- 엄마의 탄생